# 加藤僘
加藤 僘（かとう ひろし、1911年〈明治44年〉3月21日 - 没年不明）は日本の実業家。
兄は元加藤商事社長加藤章。

## 経歴
鳥取県米子市出身。愛知県・豊吉の次男。父豊吉は米子にやって来て煉瓦や土管やセメント屋になり、鉄道工事建設の資材を納める仕事を始めた。
昭和10年（1935年）東大政治学科卒業、安田保善社に入り安田火災海上より昭和15年（1940年）住友金属工業に転じ燃料資材各課長、製鋼所業務部長、航空機器事業部営業部長、参与、調査役を経て昭和34年（1959年）9月住友鋼材工業監査役、11月大阪チタニウム製造取締役営業部長。
其間小倉汽船・尼崎製氷冷蔵各取締役、柏原機械製作所・日東産業・大塚鉄工所・三和金属各監査役を歴任。

## 人物像
趣味は洋楽、碁、ゴルフ。宗教は禅宗。住所は大阪府豊中市。鳥取県米子市在籍。

## 家族・親族

### 加藤家
（愛知県、鳥取県米子市茶町・米子市万能町・米子市明治町・米子市祇園町、大阪府豊中市）
- 妻・三枝子[1]

大正3年（1914年）8月生〜没
- 長男[1]
- 次男[1]
- 三男[1]